# Бой при Пироте
Бой при Пироте — одно из сражений Сербско-турецкой войны между армией Княжества Сербия под командованием Йована Белимарковича и османскими частями, которое произошло 15—16 декабря 1877 года в окрестностях населённого пункта Пирот близ болгарской границы.
После взятия русской армией Плевны Сербия решила принять участие в войне, и 2 декабря 1877 года войска Сербского княжества перешли границу Болгарии.
15 декабря тимокская и шумадийская дивизии, наступавшие под начальством генерала Белимарковича к Софии, атаковали турецкую позицию к западу от Пирота, занятую шестью турецкими батальонами при 23-х пушках. Бой продолжался до утра 16 декабря, когда сдетонировавший боезапас и обход левого фланга, вынудил османскую армию спешно отступить, бросив на позиции всю свою артиллерию.
В «Военной энциклопедии Сытина» сказано, что «Потерь с каждой стороны было до 500 ч.»